# العلاقات الصربية اللوكسمبورغية
العلاقات الصربية اللوكسمبورغية هي العلاقات الثنائية التي تجمع بين صربيا ولوكسمبورغ.

## مقارنة بين البلدين
هذه مقارنة عامة ومرجعية للدولتين:
| وجه المقارنة                                              | صربيا                                                      | لوكسمبورغ                                                     |
| --------------------------------------------------------- | ---------------------------------------------------------- | ------------------------------------------------------------- |
| المساحة (كم2)                                             | 88.36 ألف                                                  | 2.59 ألف                                                      |
| عدد السكان (نسمة)                                         | 7.02 مليون                                                 | 599.45 ألف                                                    |
| الكثافة السكانية (ن./كم²)                                 | 79.45                                                      | 231.45                                                        |
| العاصمة                                                   | بلغراد                                                     | لوكسمبورغ                                                     |
| اللغة الرسمية                                             | اللغة الصربية                                              | اللغة اللوكسمبورغية، لغة فرنسية، اللغة الألمانية              |
| العملة                                                    | دينار صربي                                                 | يورو، فرنك لوكسمبورغ                                          |
| الناتج المحلي الإجمالي (بليون دولار)                      | 41.43 مليار                                                | 62.40 مليار                                                   |
| الناتج المحلي الإجمالي (تعادل القوة الشرائية) بليون دولار | 100.13 مليار                                               | 58.13 مليار                                                   |
| الناتج المحلي الإجمالي الاسمي للفرد دولار أمريكي          | 5.24 ألف                                                   | 101.45 ألف                                                    |
| الناتج المحلي الإجمالي للفرد دولار أمريكي                 | 13.59 ألف                                                  | 101.93 ألف                                                    |
| مؤشر التنمية البشرية                                      | 0.771                                                      | 0.892                                                         |
| رمز المكالمات الدولي                                      | +381                                                       | +352                                                          |
| رمز الإنترنت                                              | .rs، .срб ‏                                                 | .lu                                                           |
| المنطقة الزمنية                                           | توقيت وسط أوروبا، ت ع م+01:00، ت ع م+02:00، أوروبا/بلغراد ‏ | توقيت وسط أوروبا، ت ع م+01:00، ت ع م+02:00، أوروبا/لوكسمبورج ‏ |

## مدن متوأمة
في ما يلي قائمة باتفاقيات التوأمة بين مدن صربية ولوكسمبورغية:
- ترتبط زمون [الإنجليزية]‏ مع إيش سوغ ألزيت باتفاقية توأمة منذ 1956.

## منظمات دولية مشتركة
يشترك البلدان في عضوية مجموعة من المنظمات الدولية، منها:
| علم المنظمة | اسم المنظمة                               | تاريخ انضمام صربيا | تاريخ انضمام لوكسمبورغ |
| ----------- | ----------------------------------------- | ------------------ | ---------------------- |
|             | وكالة ضمان الاستثمار متعدد الأطراف        | 19 مارس 1993       | 29 أغسطس 1991          |
|             | الأمم المتحدة                             | 1 نوفمبر 2000      | 24 أكتوبر 1945         |
|             | الفريق المعني برصد الأرض                  | ?                  | ?                      |
|             | منظمة حظر الأسلحة الكيميائية              | ?                  | ?                      |
|             | منظمة الشرطة الجنائية الدولية             | ?                  | ?                      |
|             | منظمة الأمن والتعاون في أوروبا            | 3 يونيو 2006       | 25 يونيو 1973          |
|             | مؤسسة التنمية الدولية                     | 25 فبراير 1993     | 4 يونيو 1964           |
|             | يونسكو                                    | 20 ديسمبر 2000     | 27 أكتوبر 1947         |
|             | مجلس أوروبا                               | 3 أبريل 2003       | ?                      |
|             | الاتحاد البريدي العالمي                   | ?                  | ?                      |
|             | البنك الدولي للإنشاء والتعمير             | 25 فبراير 1993     | 27 ديسمبر 1945         |
|             | الاتحاد الدولي للاتصالات                  | 1 يونيو 2001       | 2 مارس 1866            |
|             | مؤسسة التمويل الدولية                     | 25 فبراير 1993     | 4 أكتوبر 1956          |
|             | المنظمة الأوروبية لسلامة الملاحة الجوية   | 2005               | 1960                   |
|             | المركز الدولي لتسوية المنازعات الاستشارية | 8 يونيو 2007       | 29 أغسطس 1970          |
|             | مجموعة الموردين النوويين                  | ?                  | ?                      |

## وصلات خارجية
- موقع وزارة الخارجية الصربية
- موقع وزارة الخارجية اللوكسمبورغية